# Campionati europei di atletica leggera 2018 - Getto del peso femminile
Il getto del peso femminile ai Campionati europei di atletica leggera 2018 si è svolto tra il 7 e l'8 agosto 2018.

## Podio
| Oro     | Paulina Guba Polonia         |
| Argento | Christina Schwanitz Germania |
| Bronzo  | Alëna Dubickaja Bielorussia  |

## Record
Prima di questa competizione, il record del mondo (RM), il record europeo (EU) ed il record dei campionati (RC) sono i seguenti:
| Record                | Prestazione | Atleta                               | Data                              | Competizione            |
| --------------------- | ----------- | ------------------------------------ | --------------------------------- | ----------------------- |
| Record mondiale       | 22,63 m     | Natal'ja Lisovskaja Unione Sovietica | 7 giugno 1987 Mosca, Russia       |                         |
| Record europeo        | 22,63 m     | Natal'ja Lisovskaja Unione Sovietica | 7 giugno 1987 Mosca, Russia       |                         |
| Record dei campionati | 21,69 m     | Vita Pavlyš Ucraina                  | 20 agosto 1998 Budapest, Ungheria | Campionati europei 1998 |

## Risultati

### Qualificazioni
Si qualificano alla finale le atlete che lanciano 17,20 m (Q) o le dodici migliori misure (q).
| Pos | Gruppo | Atleta               | Nazionalità   | 1ª prova | 2ª prova | 3ª prova | Risultato | Note                                     |
| --- | ------ | -------------------- | ------------- | -------- | -------- | -------- | --------- | ---------------------------------------- |
| 1   | B      | Christina Schwanitz  | Germania      | 18,83    |          |          | 18,83     | Q                                        |
| 2   | A      | Alëna Dubickaja      | Bielorussia   | 18,67    |          |          | 18,67     | Q                                        |
| 3   | A      | Paulina Guba         | Polonia       | 18,66    |          |          | 18,66     | Q                                        |
| 4   | B      | Klaudia Kardasz      | Polonia       | 17,15    | 18,00    |          | 18,00     | Q                                        |
| 5   | A      | Radoslava Mavrodieva | Bulgaria      | x        | 17,87    |          | 17,87     | Q                                        |
| 6   | A      | Fanny Roos           | Svezia        | 17,71    |          |          | 17,71     | Q                                        |
| 7   | A      | Alina Kenzel         | Germania      | 17,13    | 17,46    |          | 17,46     | Q                                        |
| 8   | B      | Viktoryja Kolb       | Bielorussia   | 17,36    |          |          | 17,36     | Q                                        |
| 9   | B      | Amelia Strickler     | Gran Bretagna | 16,15    | 17,31    |          | 17,31     | Q,                                       |
| 10  | B      | Sophie McKinna       | Gran Bretagna | 17,24    |          |          | 17,24     | Q                                        |
| 11  | A      | Sara Gambetta        | Germania      | 17,23    |          |          | 17,23     | Q                                        |
| 12  | B      | Alena Abramčuk       | Bielorussia   | 16,86    | 17,17    | 17,12    | 17,17     | q                                        |
| 13  | B      | Úrsula Ruiz          | Spagna        | 17,06    | x        | 16,77    | 17,06     | Miglior prestazione personale stagionale |
| 14  | A      | Melissa Boekelman    | Paesi Bassi   | 16,90    | x        | 16,78    | 16,90     |                                          |
| 15  | B      | Dimitriana Surdu     | Moldavia      | 16,17    | 16,66    | 16,87    | 16,87     |                                          |
| 16  | A      | Ol'ha Holodna        | Ucraina       | x        | 16,69    | x        | 16,69     |                                          |
| 17  | A      | Markéta Červenková   | Rep. Ceca     | 15,71    | 16,19    | 16,62    | 16,62     |                                          |
| 18  | B      | Viktoryja Kločko     | Ucraina       | 15,05    | 15,96    | 16,27    | 16,27     |                                          |
| 19  | B      | Frida Åkerström      | Svezia        | 16,17    | x        | 16,20    | 16,20     |                                          |
| 20  | B      | Senja Makitorma      | Finlandia     | 16,04    | 15,50    | x        | 16,04     |                                          |
| 21  | A      | Divine Oladipo       | Gran Bretagna | 15,28    | 15,78    | 15,35    | 15,78     |                                          |
| 22  | A      | Eliana Bandeira      | Portogallo    | 15,09    | x        | 15,18    | 15,18     |                                          |
| 23  | A      | Ieva Zarakaite       | Lituania      | 15,13    | x        | 14,81    | 15,13     |                                          |

### Finale
| Pos     | Atleta               | Nazionalità   | 1ª prova | 2ª prova | 3ª prova | 4ª prova | 5ª prova | 6ª prova | Risultato | Note                                     |
| ------- | -------------------- | ------------- | -------- | -------- | -------- | -------- | -------- | -------- | --------- | ---------------------------------------- |
| Oro     | Paulina Guba         | Polonia       | 18,77    | 18,77    | x        | 18,49    | 19,02    | 19,33    | 19,33     |                                          |
| Argento | Christina Schwanitz  | Germania      | 19,19    | 19,08    | x        | 18,86    | x        | 18,98    | 19,19     |                                          |
| Bronzo  | Alëna Dubickaja      | Bielorussia   | 18,59    | 18,75    | 18,57    | x        | 18,81    | x        | 18,81     |                                          |
| 4       | Klaudia Kardasz      | Polonia       | 16,82    | 17,96    | x        | x        | 18,38    | 18,48    | 18,48     |                                          |
| 5       | Sara Gambetta        | Germania      | 16,44    | 18,09    | 17,53    | 17,74    | 17,39    | 18,13    | 18,13     | Miglior prestazione personale stagionale |
| 6       | Radoslava Mavrodieva | Bulgaria      | 18,03    | x        | x        | 17,86    | x        | x        | 18,03     |                                          |
| 7       | Sophie McKinna       | Gran Bretagna | 17,58    | 17,29    | 17,03    | 17,65    | 17,29    | 17,69    | 17,69     |                                          |
| 8       | Viktoryja Kolb       | Bielorussia   | 16,93    | 17,50    | 17,30    | x        | 17,04    | 17,27    | 17,50     |                                          |
| 9       | Alina Kenzel         | Germania      | 17,26    | x        | x        |          |          |          | 17,26     |                                          |
| 10      | Amelia Strickler     | Gran Bretagna | 16,43    | 16,13    | 17,15    |          |          |          | 17,15     |                                          |
| 11      | Fanny Roos           | Svezia        | 17,03    | 17,09    | 16,90    |          |          |          | 17,09     |                                          |
| 12      | Alena Abramčuk       | Bielorussia   | 16,90    | x        | x        |          |          |          | 16,90     |                                          |